# المنزل المتوحش (فلم)
فيلم المنزل المتوحش (بالإنجليزية: Monster House) هو فيلم أمريكي تم ترشيحه لجائزة الأوسكار عام 2006 لجائزة رسوم متحركة.

## وصلات خارجية
- مقالات تستعمل روابط فنية بلا صلة مع ويكي بيانات